# كارين كروس
كارين كروس (بالإنجليزية: Karen Cross)‏ مواليد 19 فبراير 1974 في إكزتر، هي لاعبة كرة مضرب إنجليزية سابقة بدأت مسيرتها كمحترفة سنة 1993، اعتزلت اللعب في 2001 . أعلى تصنيف لها في الفردي كان المركز الـ 134 في سنة 1998. أعلى تصنيف لها في الزوجي كان المركز الـ 196 في سنة 1998.

## الخط الزمني للأداء
مفتاح
| ف | ن | ن.ن | ر.ن | د# | د.م | ل | أ.أ | ت | غ | ب | ف | ذ | م.خ | ل.ت |

(ف) فاز بالبطولة (ن) وصل النهائي (ن.ن) نصف النهائي (ر.ن) ربع النهائي (د#) الأدوار الأربعة الأولى (د.م) دور المجموعات (ل) شارك في كأس ديفيز (أ.أ) خرج من الأدوار الاولى (ت) خسر التصفيات التأهيلية (غ) غاب عن الحدث أو البطولة (ب) حصل على ميدالية برونزية (ف) حصل على ميدالية فضية (ذ) حصل على ميدالية ذهبية (م.خ) بطولة الماسترز خُفضت إلى مرتبة أقل (ل.ت) البطولة لم تعقد في السنة المعينة.
لتجنب الارتباك وازدواجية الحساب، يتم تحديث هذه المعلومات إما في نهاية البطولة، أو عندما تكون مشاركة اللاعب في البطولة قد انتهت.

### الفردي
| الدورة             | 1993 | 1994 | 1995 | 1996 | 1997 | 1998 | 1999 | 2000 | 2001  | ف-خ | فوز / مشاركة |
| ------------------ | ---- | ---- | ---- | ---- | ---- | ---- | ---- | ---- | ----- | --- | ------------ |
| دورات الجراند سلام |      |      |      |      |      |      |      |      |       |     |              |
| أستراليا المفتوحة  | غ    | غ    | غ    | غ    | غ    | غ    | ت1   | غ    | غ     | 0–0 | 0 / 0        |
| فرنسا المفتوحة     | غ    | غ    | غ    | غ    | غ    | ت3   | ت1   | ت1   | غ     | 0–0 | 0 / 0        |
| بطولة ويمبلدون     | د1   | د1   | د1   | ت1   | د3   | د2   | د2   | د1   | د2    | 5–8 | 0 / 8        |
| أمريكا المفتوحة    | غ    | غ    | غ    | غ    | ت1   | ت1   | ت1   | غ    | غ     | 0–0 | 0 / 0        |
| فوز-خسارة          | 0–1  | 0–1  | 0–1  | 0–0  | 2–1  | 1–1  | 1–1  | 0–1  | 1–1   | 5–8 | 0 / 8        |
| تصنيف نهاية العام  | 325  | 295  | 241  | 305  | 146  | 162  | 198  | 311  | U ب.ت |     |              |

## روابط خارجية
- كارين كروس على موقع رابطة محترفات التنس (الإنجليزية)
- كارين كروس على موقع الاتحاد الدولي لكرة المضرب (الإنجليزية)
- كارين كروس على موقع كأس بيلي جين كينغ (الإنجليزية)
- كارين كروس على موقع خلاصة التنس.كوم (الإنجليزية)